# Отважный (большой противолодочный корабль)
«Отва́жный» — большой противолодочный корабль проекта 61 Черноморского флота ВМФ СССР. Затонул в результате пожара 30 августа 1974 года.

## История
Большой противолодочный корабль «Отважный» был зачислен в списки кораблей ВМФ СССР 3 июля 1963 года и 10 августа 1963 года заложен на заводе имени 61 коммунара в Николаеве.
Спущен на воду 17 октября 1964 года, вступил в строй 31 декабря 1964 года и 25 января 1965 года был включён в состав Черноморского Флота.

## Служба
Во время Шестидневной войны (1967) и Войны Судного дня (1973) БПК «Отважный» в составе группировки кораблей ВМФ СССР находился в непосредственной близости к районам конфликта, осуществляя военное присутствие.
В 1968-69 годах БПК «Отважный» прошел текущий ремонт на 61-м судостроительном заводе в Николаеве, в ходе которого было модернизировано его ракетное вооружение.
В 1970 году БПК был объявлен отличным кораблем Черноморского флота. В 1972—1973 годах корабль прошел очередной восьмимесячный ремонт в доках Севастополя.
Также наносил визиты в Порт-Саид и Александрию (Египет), Сплит (СФРЮ) , Бисау (Гвинея-Бисау), Таранто и Мессину (Италия). Участвовал в учениях «Юг-71» и «Океан».
Последний боевой поход корабля в Средиземном море прошел с 10 ноября 1973 года по 6 марта 1974 года. «Отважный» входил в состав 70-й бригады противолодочных кораблей.

## Гибель
30 августа 1974 года БПК «Отважный» (командир: капитан 2 ранга И. П. Винник) участвовал в учениях кораблей Черноморского флота, включающих зенитные ракетные стрельбы в условиях радиолокационных помех. Погода в море была свежей: ветер 10-12 м/с, волнение 3-4 балла. В 9:58 на корабле произошёл самопроизвольный запуск маршевого двигателя одной зенитной управляемой ракеты кормовой установки, что привело к возгоранию и взрыву 15 ракет В-601 в погребе боезапаса № 8.
На помощь аварийному кораблю подошли эсминец «Сознательный», эсминец «Бедовый», БПК «Комсомолец Украины», спасательное судно «Бештау», ряд других судов, с которых на «Отважный» были высажены аварийные партии. В 10:54 эсминец «Сознательный» начал буксировку «Отважного» на мелкое место в район мыса Херсонес. Однако в результате непрекращающегося пожара в 14:47 взорвались авиационные бомбы в погребе боезапаса № 10 и цистерны с авиационным керосином, после чего корабль потерял остойчивость и затонул.
С момента возникновения пожара до затопления корабля прошло 5 часов 47 минут. В результате внутренних взрывов и полученных пробоин БПК «Отважный» принял около 3600 т воды, 6 непроницаемых отсеков оказались затопленными.
После затопления четырёх отсеков в кормовой части крен и дифферент стабилизировались и корабль имел положительную остойчивость. Однако когда вода заполнила ещё два отсека, запас плавучести был исчерпан и «Отважный» затонул, показав высокую живучесть. Согласно спецификации, корабли данного проекта должны сохранять плавучесть и положительную остойчивость после затопления только трех смежных отсеков корпуса.
Из 266 человек экипажа в катастрофе погибло 24 человека — 19 членов экипажа и пять курсантов Высшего военно-морского училища, находившихся на борту.

## Операция по подъёму и уничтожению
Погибший корабль лежал на глубине 130 метров в 28 милях от Севастополя. Ввиду наличия на нём различного секретного оборудования и снаряжения командование ВМФ СССР приняло решение о подъёме корпуса корабля. С 31 августа по 10 сентября 1974 года состояние погибшего БПК изучалось с помощью наблюдательной камеры и водолазов-глубоководников. По его результатам было принято решение поднимать корабль по частям.
12 ноября 1974 года БПК «Отважный» был исключен из состава ВМФ.
С августа по ноябрь 1975 года водолазы поднимали с «Отважного» секретные документы, комплекты аппаратуры ЗАС и опознавания, элементы ракетных комплексов и артиллерийских установок. Однако после этого было принято решение не поднимать корабль, а взорвать его на дне. С мая до августа 1977 года водолазы занимались установкой взрывных зарядов на корпус корабля. Всего на «Отважном» было размещено 124 тонны взрывчатки в тротиловом эквиваленте. Во время этой операции 17 июня 1977 года на глубине погиб водолаз-матрос. 23 декабря 1977 года был осуществлён подрыв корабля.

## Командиры корабля
- капитан 2 ранга Евстигнеев Геннадий ... (- до 12.1965)
- капитан 1 ранга Мурзаев Алексей Максимович (1966—1968)
- капитан 3 ранга, капитан 2 ранга Винник Иван Петрович.